# Chesalles-sur-Oron
Chesalles-sur-Oron es una localidad y antigua comuna suiza del cantón de Vaud, situada en el distrito de Lavaux-Oron. Desde el 1 de enero de 2012 hace parte de la comuna de Oron.

## Historia
La comuna formó parte hasta el 31 de diciembre de 2007 del distrito de Oron, círculo de Oron. La comuna mantuvo su autonomía hasta el 31 de diciembre de 2011. El 1 de enero de 2012 pasó a ser una localidad de la comuna de Oron, tras la fusión de las antiguas comunas de Bussigny-sur-Oron, Châtillens, Chesalles-sur-Oron, Ecoteaux, Les Tavernes, Les Thioleyres, Oron-la-Ville, Oron-le-Châtel, Palézieux y Vuibroye.

## Geografía
La antigua comuna limitaba al noroeste con la comuna de Chapelle (Glâne) (FR), al norte con Le Flon (FR), al noreste con Saint-Martin (FR), al sureste con Bussigny-sur-Oron, al sur con Ecoteaux y Palézieux, y al oeste con Oron-le-Châtel.